# 야마나카 사다노리
야마나카 사다노리(일본어: 山中 貞則, 1921년 7월 9일~2004년 2월 20일)는 17선 중의원 의원을 지낸 일본의 정치인이다.

## 생애
1921년 7월 9일에 가고시마현 소오군 스에요시촌(지금의 소오시)에서 태어났다. 구제 미야코노조 중학교를 거쳐 대만에 있는 다이후쿠 제2사범학교(지금의 국립타이베이교육대학)를 졸업한 뒤 대만 다카오주의 국민학교에서 교사일을 시작했다. 이후 군에서 복무한 뒤 1946년에 복원했는데 이때는 일본이 항복한 뒤였기에 일본으로 돌아와야 했다.
일본에서 『미나미닛폰 신문』에서 기자로 활동하다가 가고시마현의회 의원을 거쳐 1953년 총선에서 당선돼 국회의원이 되었다. 소속 정당은 자유당이었다가 1955년에 보수합동으로 일본민주당과 합당한 뒤에는 자유민주당에 속하게 됐다. 파벌은 고노 이치로의 춘추회다.
1958년 6월 제2차 기시 내각이 출범하자 대장정무차관이 되었다. 당시 대장사무차관 모리나가 데이이치로가 이 인사를 뒤엎으려고 했으나 실패했다. 대장차관이 된 야마나카는 감격하여 재정과 세제 공부에 매진했고 당시 품목별 이해가 복잡하게 얽혀 있어 세율 설정이 곤란했던 물품세를 대대적으로 개정하는 작업을 성공적으로 이끌었다. 여담으로 국회에 첫 등원할 때 알로하 셔츠를 입었던 야마나카는 대장차관이 된 후 처음 출근할 때엔 남성용 기모노 중 가장 격식을 차린 몬쓰키하오리하카마를 입었다고 한다.
1961년에 자민당 부간사장이 되었으며 1963년에는 중의원 대장위원장에 취임했다. 1970년 1월에 출범한 제3차 사토 내각에서 총리부 총무장관이 되어 처음으로 입각하여 오키나와 반환 업무에 참여했다. 1971년 7월에 환경청이 신설되자 장관을 겸했지만 4일 뒤에 개각이 이루어지면서 물러났다. 1972년 5월에는 오키나와 개발청이 신설되자 장관을 겸했는데 이번엔 2개월 만에 개각이 이루어지면서 금방 물러났다. 이때 총무장관에서도 물러났다.
1973년 5월에 제2차 다나카 가쿠에이 내각에서 방위청 장관으로 입각해서 1년 6개월을 재임했다. 물러난 이후 자유민주당 정무조사회장에 취임했으나 불과 1개월 만에 다나카 가쿠에이가 총재에서 물러나고 후임 총재 미키 다케오가 새 당역 인사를 하면서 금방 물러났다. 이 과정에서 나카소네 야스히로와 갈등을 빚어 나카소네파에서 이탈했다. 1978년에 다시 복귀하는데 그 사이에 자신의 파벌을 만들려고 시도했다가 실패했다.
1979년에 자민당 세제조사회장으로 발탁되었다. 이후 야마나카는 세조회장에서 물러난 다음에도 최고고문직을 맡아 세제의 신, Mr.세조 등으로 불리며 막강한 영향력을 행사했다. 세제 문제에 관해선 "당3역 따위와는 상담하지 않는다", "수상의 결단만을 기다리는 꼴사나운 짓은 하지 않는다"라고 발언할 정도였고 공명당과 보수당 연립으로 참여한 모리 내각 당시에도 세제 관련 협의는 야마나카가 동의하지 않으면 진행되지 않았다고 한다.
같은 해에 발생한 자민당 역사상 최악의 내분인 40일 항쟁에서는 오히라 마사요시에 대한 강경한 반대 입장을 견지했다. 1982년 11월에 출범한 제1차 나카소네 내각에서 요직인 통산상에 임명되었지만 당뇨병 때문에 8개월 만에 사임했다. 1986년에 다시 세조회장이 되었는데 1988년에 「소비세법」안 통과에 적극적으로 나선 게 원인이 되어 1990년 총선에서 낙선했다. 최하위로 당선된 일본사회당의 아리카와 세이지와의 표차는 불과 28표로 처음엔 당선 확실이라는 보도가 나와 만세 삼창까지 했었다고 한다. 1991년에 훈1등 욱일대수장을 수훈했다.
1993년 총선에서 당선돼 국정에 복귀했다. 1998년에 야마사키 다쿠가 새 파벌을 만들자 참여했으나 야마나카의 의향에 반해 야마사키가 총재 선거에 출마하자 파벌을 이탈한 뒤 나카소네가 있던 지수회로 돌아갔다.
2001년 성역 없는 구조 개혁을 내세우며 총재가 된 고이즈미 준이치로는 도로특정재원 등 세제 부문에도 개혁의 칼을 들이밀고자 했다. 이때 야마나카의 사무소를 직접 방문하는 등 협력을 구하는 모습을 보여 세제 분야에 있어서는 총리대신도 무시하지 못하는 야마나카의 권위가 다시 한 번 여론의 관심을 모았다. 이때 야마나카는 기자들 앞에서 "세금 같은 건 50년 정도밖에 다루지 않아 잘 모르겠다"라며 딴청을 피웠다.
2003년 총선에서 당선되면서 당시 의원들 중에서 최고령·최다선 의원이 되었다. 하지만 당선 후 불과 3개월 뒤인 2004년 2월 20일에 폐렴으로 사망했다. 향년 82세. 야마나카가 사망하면서 55년 체제 이전부터 활동하던 현역 의원들은 모두 사망하거나 정계를 은퇴하게 되었다. 정치 세습을 하지 밀라는 유언을 남겨 그의 자식들은 아무도 정계에 진출하지 않았다. 야마나카가 사망하면서 치러진 보궐선거에선 가고시마시의회 의원 모리야마 히로시가 자민당 공천을 받아 당선됐다.
2014년 4월에 야마나카의 옛 자택에 야마나카 사다노리 현창관이 개관했다. 식전에는 나카이마 히로카즈 오키나와현지사도 참석했고 이때 제1호 명예 오키나와현민이 되었다. 야마나카는 닉슨 충격 직후에 오키나와현에 한해 1달러를 계속 360엔으로 환전하도록 했으며 슈리성 복원 공사를 추진하는 등 오키나와를 배려하는 정책을 적극적으로 추진했는데 이에 대한 보답이었다. 그 배경은 오키나와현이 야마나카의 지역구는 아니었지만 과거 사쓰마번이 류큐국을 속국으로서 지배했던 역사에 대한 속죄 의식 때문이라고 한다.

## 역대 선거 기록
|  | 17.1% |

|  | 15% |

|  | 25.5% |

|  | 26.6% |

|  | 29.4% |

|  | 28.12% |

|  | 31.03% |

|  | 24.8% |

|  | 27.08% |

|  | 24.73% |

|  | 27.17% |

|  | 26.68% |

|  | 40.42% |

|  | 29.13% |

|  | 43.84% |

|  | 61.3% |

|  | 60.64% |

|  | 61.59% |

| 전임 도코나미 도쿠지 | 제18대 총리부 총무장관 1970년 1월 14일~1972년 7월 7일 | 후임 혼나 다케시 |

| 전임 (신설) | 초대 환경청 장관 1971년 7월 1일~1971년 7월 5일 | 후임 오이시 부이치 |

| 전임 (신설) | 초대 오키나와 개발청 장관 1972년 5월 15일~1972년 7월 7일 | 후임 혼나 다케시 |

| 전임 마스하라 게이키치 | 제31대 방위청 장관 1973년 5월 29일~1974년 11월 11일 | 후임 우노 소스케 |

| 전임 아베 신타로 | 제41대 통상산업대신 1982년 11월 27일~1983년 6월 10일 | 후임 우노 소스케 |